# جوان كولينز
جوان هينرييتا كولينز (بالإنجليزية: Joan Henrietta Collins)‏؛ ممثلة وكاتبة وصحفية إنجليزية بريطانية ولدت في يوم 23 مايو 1933 في مدينة لندن عاصمة إنجلترا والمملكة المتحدة، كولينس نالت الشهرة خلال الحرب العالمية الثانية خلال أدائها لمسرحية بيت الدمية. كما أنها من الفائزات بجائزة غولدن غلوب.

## الأعمال
- أرض الفراعنة
- باتمان
- ستار تريك
- بلاي بوي
- روزان
- المربية
- ويل وغريس
- أجاثا كريستي ماربل
- ديك ويتينغتون
- بنيدورم

## وصلات خارجية
- جوان كولينز على موقع IMDb (الإنجليزية)
- جوان كولينز على موقع الموسوعة البريطانية (الإنجليزية)
- جوان كولينز على موقع روتن توميتوز (الإنجليزية)
- جوان كولينز على موقع مونزينجر (الألمانية)
- جوان كولينز على موقع ألو سيني (الفرنسية)
- جوان كولينز على موقع ميوزك برينز (الإنجليزية)
- جوان كولينز على موقع تيرنر كلاسيك موفيز (الإنجليزية)
- جوان كولينز على موقع أول موفي (الإنجليزية)
- جوان كولينز على موقع قاعدة بيانات برودواي على الإنترنت (الإنجليزية)
- جوان كولينز على موقع قاعدة بيانات الأفلام السويدية (السويدية)